# USS Doris Miller (CVN-81)
«Дорис Миллер» (англ. Doris Miller (CVN-81)) — запланированный к постройке четвёртый американский авианосец класса Джеральд Р. Форд, новейшего класса атомных авианосцев ВМФ США. Закладка корабля планируется в 2026 году.

## Название

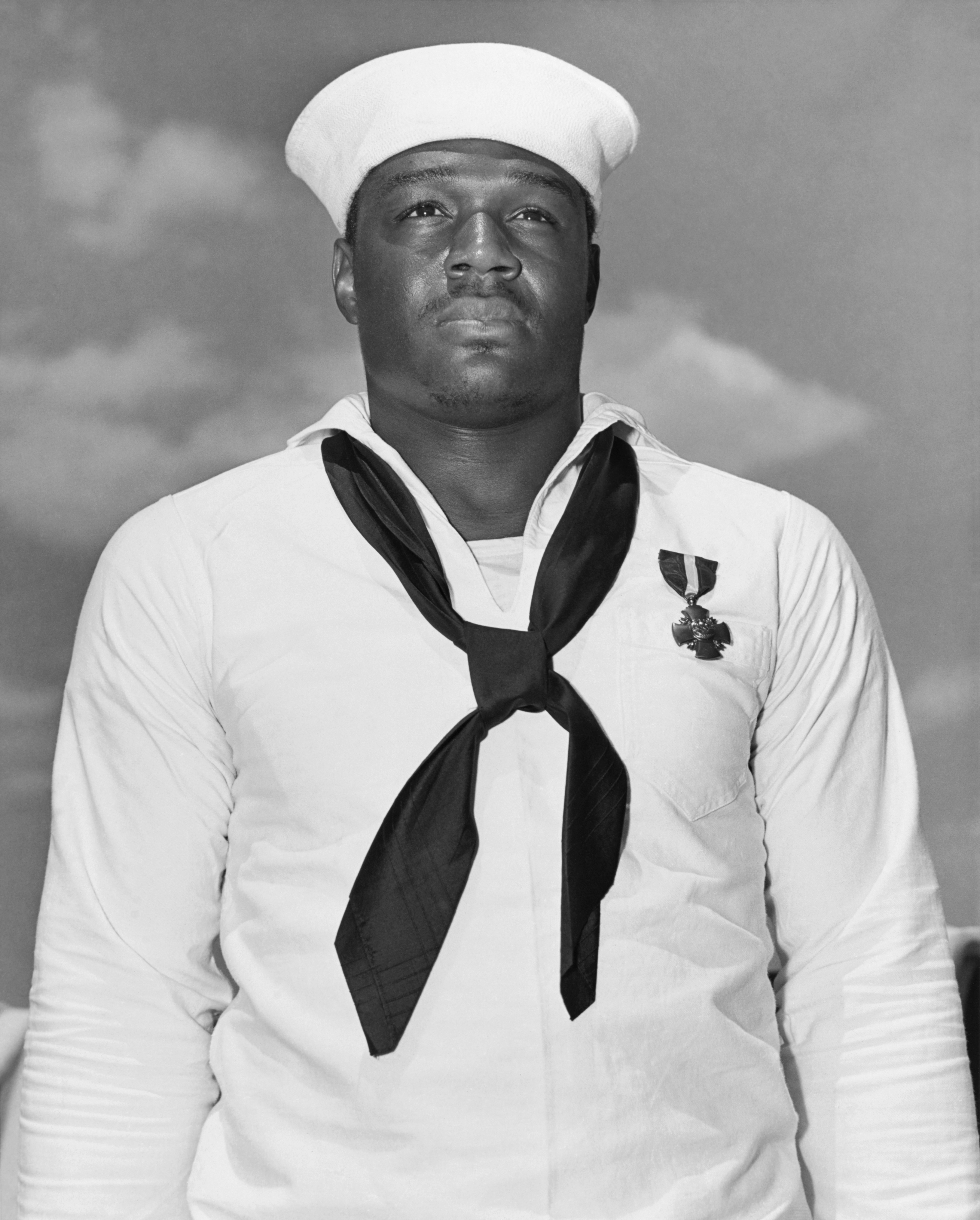
Дорис Миллер

Присвоение имени состоялось 20 января 2020 года на церемонии, где военно-морской флот США официально назвал авианосец в честь Дориса Миллера, американского моряка, участника Второй мировой войны, получившего Военно-морской крест за свои действия во время нападения на Перл-Харбор. CVN-81 станет первым авианосцем, названным одновременно в честь рядового моряка и афроамериканца и вторым кораблём, названным в честь Миллера. Первым кораблём был USS Miller (FF-1091). 

## Строительство
Военно-морской флот США заключил с компанией Newport News Shipbuilding контракт на строительство двух авианосцев, CVN-80 и CVN-81. 31 января 2019 года компания объявила, что получила модификацию контракта стоимостью 15,2 миллиарда долларов на детальное проектирование и строительство этих двух кораблей. При поступлении на вооружение флота CVN-81 заменит «Карл Винсон» (CVN-70).

Корабль будет построен на заводе Newport News Shipbuilding, подразделении Huntington Ingalls Industries (ранее Northrop Grumman Shipbuilding) в Ньюпорт-Ньюс, Виргиния. Закладка судна планируется в январе 2026 года, спуск на воду — в октябре 2029 года, а ввод в эксплуатацию в 2032 году.

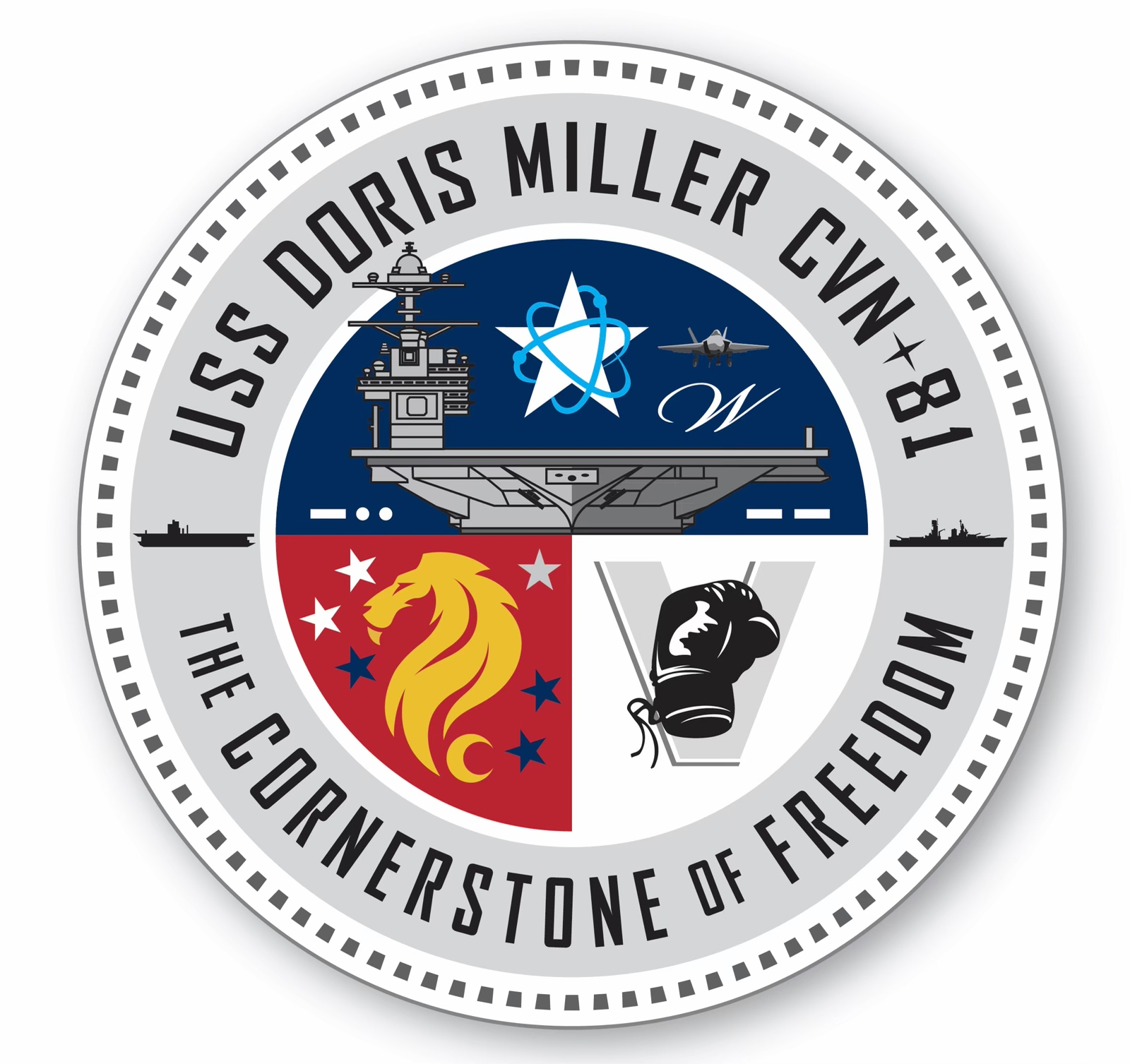
Эмблема авианосца USS Doris Miller (CVN-81)

Официальное начало строительство четвёртого авианосца стартовало 25 августа 2021. В этот день, в одном из подразделений Newport News Shipbuilding, состоялось торжественное мероприятие первой резки стали. Среди участников церемонии были представитель штата Вирджиния Бобби Скотт, контр-адмирал ВМС США и исполнительный директор программы авианосцев Джеймс Дауни, главнокомандующий ВМС США Рассел Смит, а также судостроители и шесть членов семьи Дориса Миллера.